# أليبو (كيركيرا)

أليبو (Αλεπού) هي مدينة في كيركيرا في مقاطعة كينتريكي إلادا في اليونان.
يبلغ عدد سكانها حوالي 1829 نسمة.